# 사출갈전갱이
사출갈전갱이(학명:Caranx radiata)는 전갱이목 전갱이과에 속하는 물고기이다. 몸길이는 26cm로 전갱이과의 어류에선 작은물고기에 속한다.

## 특징과 먹이
사출갈전갱이는 몸의 측선이 되는 옆줄을 기점으로 등쪽은 푸른색을 띄고 배쪽은 흰색을 띈다. 등지느러미는 2개이며 제2등지느러미와 제2배지느러미는 각각 돌기연이 뒤쪽으로 뻗어 있으며 등지느러미, 가슴지느러미, 꼬리지느러미는 노란색을 띄고 있고 배지느러미는 투명하다. 눈은 크고 앞으로 쏠려 있으며 입은 앞으로 튀어나와 있고 양턱에는 작은 이빨들이 나 있다. 등지느러미에서 꼬리지느러미까지 이어지는 측선의 부근엔 노란 띠도 나 있다. 먹이는 새우와 같은 갑각류, 멸치, 청어와 같은 작은물고기와 플랑크톤과 같은 여러 요각류를 먹는 육식성물고기에 속한다.

## 서식지와 산란기 및 어획
사출갈전갱이의 주요서식지는 서부 태평양과 인도양이 있으며 그 중에서도 오스트레일리아와 인도양에 가장 많은 개체수가 서식한다. 수심 10~50m의 산호초나 연안에 주로 서식하는 표해수대의 어류이다. 산란기는 9월~11월의 가을이며 알을 낳으면 바다의 수면 위로 뜨게 된다. 사출갈전갱이는 식용으로도 이용이 되는데 주로 회나 구이로 가장 많이 먹는다.

## 같이 보기
- 전갱이목
- 전갱이과